# Zefilho
José de Sousa Santana (São Paulo, 10 augustus 1975) is een Braziliaans voormalig voetballer die als aanvaller onder de namen Zefilho, Zefilino en Zé Filho Branco speelde voor onder andere Lierse SK, Standard Luik, KFC Verbroedering Geel en NAC speelde.

## Carrière
Zefilho begon zijn Europese voetbalcarrière bij Lierse SK. In het seizoen 1995/96 blonk hij uit door twaalf doelpunten te scoren en in het seizoen erna speelde hij een belangrijke rol in het kampioenschap van Lierse. Dit leverde hem een transfer naar Standard Luik op. Na een seizoen werd hij door Tomislav Ivić naar de B-kern gestuurd en werd hij aan NAC verhuurd. Hier begon hij goed, zo scoorde hij bij zijn debuut tegen FC Utrecht, maar ook hier werd hij uit de selectie gezet en NAC degradeerde. Na zijn terugkeer bij Standard werd hij zelfs naar de C-kern verbannen, waarna hij naar competitiegenoot KFC Verbroedering Geel vertrok. Deze club debuteerde in de Eerste klasse en degradeerde direct weer. Zefilho vertrok hierna naar het Engelse Rotherham United FC, waar hij geen enkele wedstrijd speelde. Hierna keerde hij terug naar Brazilië, waar hij in Manicoré speelde. Via de Tunesische clubs Stade Tunisien en Club Africain keerde hij in 2008 terug in België, bij de amateurclub KFC Oosterzonen. Hierna keerde hij terug naar Brazilië, waar hij actief is als predikant.

### Statistieken
| Seizoen                     | Club                   | Land           | Competitie      | Competitie | Competitie | Beker | Beker | Internationaal | Internationaal | Totaal | Totaal |
| Seizoen                     | Club                   | Land           | Competitie      | Wed.       | Dlp.       | Wed.  | Dlp.  | Wed.           | Dlp.           | Wed.   | Dlp.   |
| --------------------------- | ---------------------- | -------------- | --------------- | ---------- | ---------- | ----- | ----- | -------------- | -------------- | ------ | ------ |
| 1994/95                     | Lierse SK              | België         | Eerste klasse   | 13         | 5          | 1     | 0     | –              | –              | 14     | 5      |
| 1995/96                     | Lierse SK              | België         | Eerste klasse   | 28         | 12         | 1     | 0     | 2              | 0              | 31     | 12     |
| 1996/97                     | Lierse SK              | België         | Eerste klasse   | 27         | 7          | 2     | 1     | 6              | 2              | 35     | 10     |
| 1997/98                     | Standard Luik          | België         | Eerste klasse   | 15         | 1          | 2     | 0     | 0              | 0              | 17     | 1      |
| 1998/99                     | → NAC                  | Nederland      | Eredivisie      | 18         | 3          | 1     | 1     | –              | –              | 19     | 4      |
| 1999/00                     | KFC Verbroedering Geel | België         | Eerste klasse   | 20         | 2          | ?     | ?     | –              | –              | 20     | 2      |
| 2000/01                     | Rotherham United FC    | Engeland       | Second Division | 0          | 0          | 0     | 0     | –              | –              | 0      | 0      |
| Carrièretotaal              | Carrièretotaal         | Carrièretotaal | Carrièretotaal  | 121        | 30         | 7     | 1     | 8              | 2              | 136    | 34     |
| Bijgewerkt op 16 april 2021 |                        |                |                 |            |            |       |       |                |                |        |        |